# Leśna (stacja kolejowa na Białorusi)
Leśna (biał. Лясная, ros. Лесная) – stacja kolejowa w miejscowości Leśna, w rejonie baranowickim, w obwodzie brzeskim, na Białorusi. Leży na linii Moskwa - Mińsk - Brześć.
Stacja powstała w XIX w. na drodze żelaznej moskiewsko-brzeskiej pomiędzy stacjami Baranowicze a Domanowo.

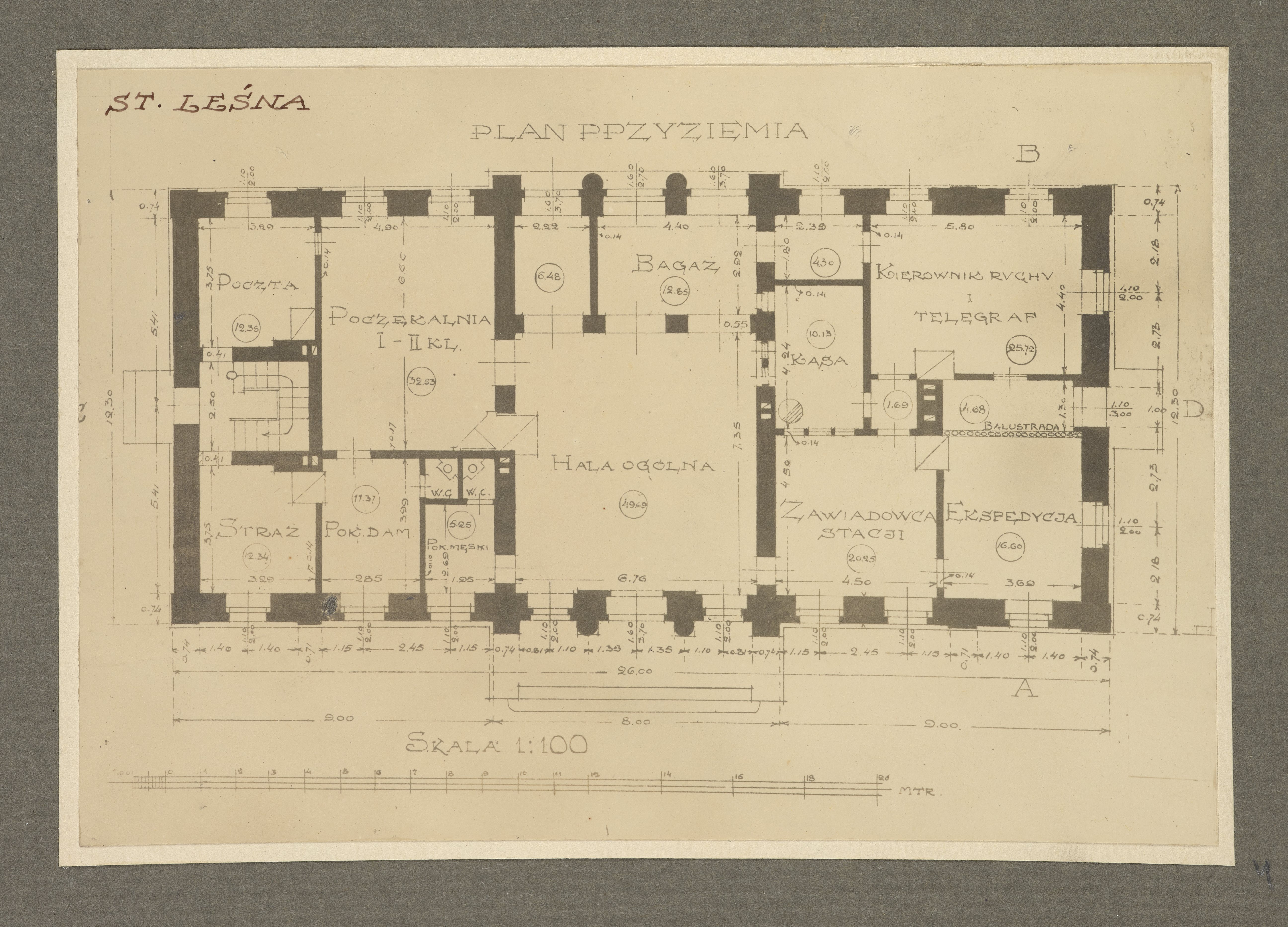
Rozkład pomieszczeń stacji w latach międzywojennych